# Atriplex vesicaria
Atriplex vesicaria là loài thực vật có hoa thuộc họ Dền. Loài này được Heward ex Benth. mô tả khoa học đầu tiên năm 1870.